# پورت واینیمی (کالیفرنیا)

پورت واینیمی (انگلیسی: Port Hueneme؛ ‏ ‎i‎/waɪˈniːmi/‎ ‏ wy-NEEM-ee) شهری در شهرستان ونچورا ایالت کالیفرنیا است که در سرشماری سال ۲۰۱۰ میلادی، ۲۱۷۲۳ نفر جمعیت داشته است.